# Optička aberacija
Optička aberacija (lat. aberratio: skretanje s puta) je pogreška optičkih leća (ili sustava leća) ili zakrivljenih zrcala koja skreće zrake svjetlosti s putanje prema žarištu i stvara nejasnu ili izobličenu sliku predmeta. Može nastati zbog nesavršenog oblika optičke površine, optičke hrapavosti, netočne centriranosti optičkih dijelova, nehomogenosti materijala od kojeg je napravljena leća, i tako dalje. Neke aberacije nastaju zbog prirode svjetlosti: čak i kod idealnih leća žarište ljubičaste boje bliže je leći nego žarište crvene boje zato što indeks loma ovisi o valnoj duljini svjetlosti. Kakvoća ili kvaliteta optičkih instrumenata ovisi o tome koliko su uspješno popravljene aberacije.
Sva svojstva optičkih leća, to jest sakupljanje zraka u jednoj točki, konstrukcija slike i tako dalje (geometrijska optika), vrijede samo za tanke leće i za zrake koje padaju na leću u blizini osi leće. Kod debljih leća i za zrake koje padaju na rub leće, to jest dalje od osi, nastaju pogreške kod stvaranja slike koje se očituju u tome da je slika bez oštrine.

## Vrste optičkih aberacija
Pojavljuje se šest vrsta aberacija: sferna aberacija, kromatska aberacija, astigmatizam i koma, koje se najčešće popravljaju (korigiraju) oblikovanjem, podešavanjem i kombiniranjem leća i zrcala, i zakrivljenost polja i distorzija, koje se popravljaju na slici.

### Sferna aberacija
Sferna aberacija nastaje kada se zrake svjetlosti s rubova i središta leće ili sfernoga zrcala različito lome i imaju različite žarišne daljine. Slika predmeta nije oštra. Korekcija sferne aberacije postiže se sužavanjem snopa svjetlosti koji pada na leću ili zrcalo, uporabom paraboličnih zrcala, postavljanjem konvergentnih i divergentnih leća jednih uz druge, uporabom stakla većeg indeksa loma tako da zakrivljenost leće, a time i sferna aberacija, budu što manji, oblikovanjem leće tako da je jače zakrivljena u središtu nego na rubovima, i tako dalje. Primjerice ljudsko oko korigira sfernu aberaciju tako što je rožnica manje zakrivljena na rubovima nego na sredini, a očna leća nije homogena, već ima manju gustoću na rubovima, pa slabije lomi rubne zrake. 
Zrake koje prolaze kroz središnje dijelove daju oštru sliku na drugom mjestu, a ne na onom na kojem je daju okrajni dijelovi leće. Zato se kod upotrebe cijelog otvora leće ne dobiva nigdje oštra slika. Kod rastresne leće je obrnuto, to jest sferna aberacija sastoji se u tome da je prividno (virtualno) žarište rubnih dijelova leće dalje od leće negoli žarište srednjih dijelova. Prema tome, sfernu aberaciju sabirne leće možemo smanjiti ako leću kombiniramo s rastresnom lećom odgovarajuće jakosti. Takva kombinacija konveksne i konkavne leće kod koje je znatno smanjena sferna aberacija zove se sferno korigirani sustav. Sabirna leća kod koje je posebnim brušenjem sferna aberacija posve uklonjena (korigirana) zove se aplanatička leća ili aplanat.

### Kromatska aberacija
Kromatska aberacija nastaje jer optička leća ne može fokusirati svjetlost različitih boja u jednoj ravnini okomitoj na optičku os, zbog toga što indeks loma optičkoga sredstva leće ovisi o valnoj duljini svjetlosti. Žarišne daljine svjetlosti različitih boja su različite i slika predmeta može biti oštra samo u jednoj boji. Korekcija kromatske aberacije postiže se postavljanjem sabirnih i rastresnih leća različita indeksa loma jednih uz druge, na primjer apokromat, no nijedan akromatski par ne može ju potpuno ukloniti. Ne pojavljuje se kod sfernih zrcala.

### Astigmatizam
Astigmatizam nastaje zbog nemogućnosti određenog područja leće ili sfernoga zrcala da fokusira sliku predmeta koji se nalazi izvan optičke osi. Popravlja (korigira) se, s pomoću anastigmata i ispravljanjem nepravilnosti optičkih ploha. Nejednolika zakrivljenost rožnice ljudskoga oka ili očne leće popravlja se upotrebom cilindričnih leća.

### Koma
Koma nastaje kad predmet ne leži na optičkoj osi pa se svjetlost, prolazeći kroz različita područja leće ili zrcala, različito prelama i slika predmeta izdužuje se u oblik kometa. U složenom optičkom instrumentu može nastati ako su optički dijelovi loše centrirani. Pravilna slika može se postići točnim centriranjem optičkih dijelova ili uklanjanjem zraka svjetlosti koje stvaraju izduženje s pomoću dijafragme.

### Zakrivljenost polja
Zakrivljenost polja je aberacija kod koje slika na ravnom zastoru okomitom na optičku os ne može biti istodobno oštra u središtu i na rubovima. Oštra slika leži na paraboloidnoj plohi (takozvana Petzvalova ploha). Kako bi popravili ovu pogrešku, mrežnica ljudskoga oka zakrivljena je.

### Distorzija
Distorzija je izobličenje slike koje ravne linije čini zakrivljenima, ali slika ostaje oštra. Nastaje zato što različiti dijelovi leće imaju različita linearna povećanja.